# Domenica Ghidei Biidu
Domenica Ghidei Biidu (Eritrea, 1962) is een Nederlands jurist op het gebied van de rechten van de mens en strategisch adviseur voor gelijkheid, inclusiviteit en diversiteit.

## Levensloop en loopbaan
Ghidei Biidu vluchtte op 15-jarige leeftijd, twee dagen na de begrafenis van haar vader, met vriendinnen voor de oorlog in Eritrea. Haar moeder woonde op dat moment in Italië. Via Soedan en Italië reisde ze naar Nederland, waar ze op haar 17e aankwam.
Ze studeerde rechten aan de Vrije Universiteit Amsterdam, waar ze zich specialiseerde in Nederlands recht, privaatrecht en bestuursrecht.
In 1995 publiceerde Ghidei Biidu het boek Door het oog van de naald, een commentaar op de praktijk van de asielprocedure in Nederland.
In 1999 werd ze rechter-plaatsvervanger bij de sectie bestuursrecht van de Arrondissementsrechtbank Amsterdam en van 2005 tot 2014 was ze collegelid bij het College voor de Rechten van de Mens en lid van de Commissie gelijke behandeling. Van januari tot en met december 2015 was ze interim-directeur van Stichting De Vrolijkheid, een netwerkorganisatie die kunstprojecten ontwikkelt en uitvoert met en voor bewoners van asielzoekerscentra.
Sinds 2015 is ze namens Nederland lid van de Europese Commissie tegen Racisme en Intolerantie, waar ze in december 2018 vicevoorzitter werd en lid van het dagelijks bestuur. Sinds maart 2020 is ze tevens voorzitter van de werkgroep om discriminatie en intolerantie jegens moslims te herzien.
Ze was lid van de Selectiecommissie rechterlijke macht en voorzitter van het African Diaspora Policy Centre.
Ghidei Biidu is lid (geweest) van de raad van advies van onder andere het Kennisplatform Integratie & Samenleving, Atria, kennisinstituut voor emancipatie en vrouwengeschiedenis, Amsterdam University College, ProDemos en Stichting Nidos.

## Prijzen en onderscheidingen
- Black Achievement Award in de categorie Mensenrechten en Politiek (2017)[7]
- Clara Meijer-Wichmann Penning (1995)